# Daniel Walther
Daniel Walther (n. 10 martie 1940, Munster, région Alsace⁠(d), Franța – d. 3 martie 2018, Mulhouse, Franța)  a fost un jurnalist și un scriitor francez de fantastique.

## Biografie
Daniel Walther s-a născut pe 10 martie 1940 în Munster, Alsacia. A studiat la universitățile din Strasbourg și Saarbrücken. Vorbitor perfect de franceză și germană, a început cu studii farmaceutice și lingvistice înainte de a compune antologii SF. A scris prima sa povestire, Le Corps déballé, în 1963, înainte de a scrie peste 160 de povestiri SF. În 1976, a primit Grand Prix de l'Imaginaire pentru antologia sa Les Soleils noirs d'Arcadie. Câțiva ani mai târziu, în 1980, i s-a încredințat conducerea colecției Club du livre d'anticipation (CLA)  și cea a colecției Galaxie-Bis timp de aproximativ zece ani.
În același an, a primit din nou Grand prix de l'Imaginaire pentru romanul său în limba franceză L’Épouvante mais, dar, în ciuda numeroaselor scrieri publicate, a rămas puțin cunoscut publicului de limbă franceză. Temele sale preferate sunt erotismul și revolta împotriva opresiunii regimurilor politice, a lipsei de libertate și a cenzurii.
În paralel, din 1973 până în 2005, a fost jurnalist la agenția Mulhouse des Dernières Nouvelles d'Alsace, unde a scris în rubrica literară și în cele despre justiție și învățământ superior. În 2006, a suferit un accident vascular cerebral care nu i-a afectat creierul, dar astfel s-a descoperit că avea boala Parkinson. Pe măsură ce a avansat, boala i-a afectat relațiile sale sociale și Daniel Walther a căzut într-o criză nervoasă. Cu toate acestea, între 2007 și 2010, a publicat romanul Îles Mécaniques, pe care l-a considerat o istorie foarte întunecată, colecția Si Pâle, si Mince, si Morte, cartea La Musique de la Chair și în final romanul Morbidezza Inc.
A murit pe 3 martie 2018, la vârsta de 77 de ani, în Mulhouse.

## Lucrări scrise

### Romane
- Krysnak ou le complot, Denoël "Présence du futur", 1978.
- L'Épouvante, J'ai lu, 1979.
- Happy end ou La nouvelle cité du soleil, Denoël, 1982.
- Le Livre de Swa, Fleuve noir, 1982 ; republicat în 2006
- Le Destin de Swa, Fleuve noir, 1983.
- La Légende de Swa, Fleuve noir, 1983.
- Embuscade sur Ornella, Fleuve noir, 1983.
  - română - Ambuscadă pe Ornella, Editura Nemira, Colecția Nautilus, 1994. Traducător Isabelle Pavel.[9]
- Apollo XXV, Fleuve noir, 1983.
  - română - Apollo XXV, Editura Ecce Homo, 1994, Traducător Liviu Radu.[10]
- La Marée Purulente, Fleuve noir, 1986
- Tigre, Fleuve noir, 1988.
- La Planète Jaja, Fleuve noir, 1989.
- L'iris de Perse: histoires du nord et du sud, Collection Nouvelle, 1993
  - română - Irisul de Persia. Editura Nemira, Colecția Nautilus, 1995. Traducător Constantin Frosin.[11]
- Terre sans souffrance, Fleuve noir, 1995.
- Le Veilleur à la lisière du monde, Fleuve noir, 1998.
- Mais l'espace… mais le temps…, Fleuve noir, 1998.
- La mort à Boboli, Phébus, 2000.
- Cité de la mort lente, Colecția  Rocher "Novella SF", 2005.
- Morbidezza, inc., Black Coat Press , Colecția  Rivière Blanche, 2008.

### Culegeri de povestiri
- Requiem pour demain, Marabout "Science-fiction", 1976.
- Les Quatre saisons de la nuit, Nouvelles éditions Oswald, 1980.
- L'Hôpital et autres fables cliniques, Oswald, 1982.
- Cœur moite et autres maladies modernes, NéO, 1984.
- Sept femmes de mes autres vies, Denoël "Présence du futur", 1985
- Le Rêve du scorpion et autres cauchemars, NéO, 1987.
- Les Rapiéceurs de néant, Alfil, 1997.
- Les Mandibules et les dents, Les Belles lettres "Cabinet noir"; 1999.
- Ombres tueuses, Phébus, 2001.
- Baba Yaga et autres amours cruelles, Nestiveqnen, 2005.
- Le château d'Yf, A Contrario, 2005.
- Nocturne sur fond d'épées, Eons Fantasy, 2007.
- La musique de la chair, 2010

### Antologii
- Les soleils noirs d’Arcadie (1975)
- Le livre d’or de la science fiction allemande – étrangers à utopolis (1980)
- La soie et la chanson (1999)

### Ficțiune scurtă
- Les étrangers (1965)
- Retour dans l’île (1966)
- Les gants d’écailles (1966)
- Ténèbres (1967)
- Canes caniculae (1967)
- Comme une poignée de sel (1967)
- Une longue mémoire (1967)
- Wilovyi (1968)
- Les singes (1968)
- Flinguez-moi tout ça ! (1968)
  - română: - Arde-mi-ți-i pe toți!”, în Un pic de neant (1970)
- La Terre à refaire (1969)
- Veuve-Plaine des tours chantantes (1969)
- Je me souviens du vent mauvais de l’espace (1969)
- La nuit du grand serpent (1969)
- Le passager de la boule de cristal (1970)
- Où guette un sphinx aux ailes en pétales d’angoisse (1970)
- Et une touffe d’herbes amères pour Ganymède (1971)
- Assassinat de l’oiseau bleu (1971)
- La tour de Chalamadam et l’empereur fou de Zor (1971)
- Le grand homme blanc dans le planeur rouge (1971)
- La canonnière Epouvante (1972)
- Par le venin de cent mille soleils (1972)
  - română -  „Cu veninul sutelor de mii de sori”, în Cronici metagalactice (1990)
- Nocturne sur fond d’épées (1972)
- Est-ce moi qui blasphème ton nom, Seigneur ? (1973)
- Les étoiles en gelée de songes (1973)
- Les eaux de gloire (1973)
- La montagne inscrite dans le regard du temps (1973)
- Le corridor étincelant (1974)
- Dans le repaire de la goule (1974)
- Notre-Dame des Supplices (1974)
- Vanille du corps de Lia (1974)
- Le CINEMAmental de Belinda Blues (1975)
- Le petit chien blanc qui rôdait seul dans les ruines de la ville déserte (1975)
- Antienne au commandeur (1976)
- Deus vel machina ? (1976)
- Deux lunes endeuillées pour veiller la planète mourante (1976)
- Fragments de la biographie de Vladimir KOSTENSTKO ou Un cas désespéré: VLAD (1976)
- Klimax (1976)
- Les fourches patibulaires (1976)
- Maintenant que Friedberg est mort… (1976)
- Maskakrass (1976)
- Mon cher amour, je suis si loin de toi ! (1976)
- Neiges et gel d’amour sur le château du couchant (1976)
- Nocturne en bleu (1976)
- Solstice (Aux portes d’Obriariatan) (1976)
- Tristes derniers jardins du monde (1976)
- Une chasse à l’ugu-dugu dans les marais de Kwân (1976)
- D’où, Diable, venaient-ils ? (1976)
- Sepuku… Sepuku… Sepuku… (1976)
- Prélude à la pugnace révolution de Phagor (1976)
- Et voir mourir tous les vampires du quartier de jade (1976)
- Vers l’exil des étoiles (1977)
- Tango : Nécrose lente (1977)
- XXIII paragraphes honteux pour commémorer l’assassinat du Prophète (1978)
- Et quand vous aurez quitté le cocon, qu’adviendra-t-il de vous dans tout ce froid ? (1978)
- Les collines d’Hécate (1978)
- La Mer de Glace, ou l’expédition polaire perdue et l’espoir naufragé (1978)
- La vitre griffée (1978)
- Catharsis (1979)
- Ice Two (1979, auch als I.C.E. T.W.O., 1997)
- Le corbeau brêche-dents ou Un conte des temps modernes (1979)
- Fête rouge… fête noire… (1979)
- Sinfonietta à temps perdu (1979)
- Anamorphose de Franz K. (1980)
- Au cœur des choses (1980)
- Cauchemar dans la cité des rêves (1980)
- City music (1980)
- Incertaine Anabase (1980)
- L’ombre du bosquet (1980)
- La fenêtre obscure (1980)
- Le varan (1980)
- Les voyageurs (1980)
- Mets ta main dans la mienne, mon amour… (1980)
- Un fâcheux contretemps (1980)
- Une partie de campagne en l’an 1984 (1980)
- Pax Christi (1980) with Jean-Pierre Andrevon
- Et avec Emyna, sur Dusan ? (1980)
- Jazz me blue (1980)
- Adramelech (1981)
- L’éternité du vent éphémère (1981)
- Carnaval à Rio (1981)
- Hommage à Janus (1982)
- À nous deux, dit le dragon de verre (1982)
- L’éruption de la Lézarde (1982)
- L’hôpital, une fable cynique (1982)
- La danse de guerre du capitaine Moon (1982)
- Le docteur Morlo ou le mystère de l’île de la mort (1982)
- Le glissement (la dernière aventure amoureuse de Barry Valentino) (1982)
- Le rendez-vous de Bucarest (1982)
- Les montreurs d’images de Jordan IV (1982)
- Morgenland (1982)
- Mort dans la cité solaire… (1982)
- Oiseau(x) de malheur (1982)
- Symbiose (1982)
- Flagrants soleils des canons de la mort : Quel Hollandais Volant ? (1982)
- Carbone 14 (1983)
- Fontanarum metamorphosis (1984)
- Le labyrinthe du Dr Manus Hand (1984)
- Épilogue : Par magie et forfaiture (1984)
- Le navire du dieu d’argent (1984)
- Prologue : Par magie et forfaiture (1984)
- L’avortement d’Ana Thal (1984)
- Cœur moite (1984)
- Deux allers simples pour Samarcande (1984)
- Intra muros (1984)
- Le dernier étage des ténèbres… (1984)
- Les chambres transparentes (un paysage subliminal) (1984)
- Sertao des serres tièdes (1984)
- Bleu cobalt ou En arrière, professeur Serdengestler ! (1985)
- Intermède sur Javeline (1985)
- Ludmilla ou la confrontation (1985)
- Trahison en été (1985)
- B.E.M. (1985)
- Orphée 1985 (1985)
- Figure de proue (1986)
- Arcadie: soleil blanc (1987)
- Battements d’ailes (1987)
- La nuit où la grande cloaque débordera… (1987)
- La vitre du penseur-homme (1987)
- Le labyrinthe du Dr. Manus Hand (1987)
- Le rêve du scorpion (1987)
- Les cartographes du désert bleu (1987)
- Les nouveaux travailleurs de la mer (1987)
- Le cri (1989)
- Les rapiéceurs de néant (1991)
- Les longs couteaux de la nuit (1991)
- Le château du Blême (1993)
- Balaklava (Bis) (1997)
- Le domaine de cristal (1997)
- Un bal costumé à la maison Schürk (1997)
- Nuit rouge à Mayerling (1999)
- Le procotole des mages de Lyon (2003)
- Le roman de la rose des temps (2003)
- Saisons de verre (2004)
- Cité de la mort lente (2005)
- Coeur de glace (2006)
- Incertaine oasis (2007)
- Les oubliettes du Haut-Château (2008)
- Les plans du Labyrinthe (2008)
- Orchidées (2008)
- Chirurgie à New Orlando (2010)
- La musique de la chair (2010)
- La planète égarée (2010)
- Le carré magique (2010)
- Le cercle de Circé (2010)
- Le losange de Vénus (2010)
- Le ruban de Moebius (2010)
- Le serpent aveugle (2010)
- Le trapèze de Titan (2010)
- Le triangle d’Andromède (2010)
- Les chasseurs du temps (2010)
- Manuscrit trouvé dans un étui à cigare (2010)
- Space opera (2010)
- Tsunami (2010)
- Vieux Théodore des Étoiles (2010)
- Moisson de chair (2012)
- Grenades (de cristal) dégoupillées (2013)
- Le manteau noir (2013)
- John Carter vs Olympus Mons (2013)

## Legături externe
- Daniel Walther Arhivat în 20 noiembrie 2008, la Wayback Machine.  la eons.fr
- Daniel Walther la isfdb.org